# Station Nishioji Oike
Station Nishiōji Oike (西大路御池駅, Nishiōji-Oike-eki) is een metrostation in de wijk Nakagyō-ku in de Japanse stad  Kyoto. Het wordt aangedaan door de Tōzai-lijn. Het station heeft twee sporen, gelegen aan een enkel eilandperron.

## Treindienst

### Metro van Kioto
Het station heeft het nummer T16.
| 1 | ■ Tōzai-lijn | richting Uzumasa Tenjingawa                   |
| 2 | ■ Tōzai-lijn | richting Karasuma Oike, Yamashina en Rokujizō |

## Geschiedenis
Het station werd in 2008 geopend.

## Overig openbaar vervoer
Bussen 26, 27, 75, 91, 202, 203, 205. 
 Halte Nishiōji Sanjō aan de Keifuku-tramlijn.

## Stationsomgeving
- Fabriek van Shimadzu
- Nishiōji-ziekenhuis
- Fresco (supermarkt)

Rokujizō · Ishida · Daigo · Ono · Nagitsuji · Higashino · Yamashina · Misasagi · Keage · Higashiyama · Sanjō Keihan · Kyoto Shiyakusho-mae · Karasuma Oike · Nijōjō-mae · Nijō · Nishiōji Oike · Uzumasa Tenjingawa